# Бериашвили, Зарбег Иванович
Зарбег Иванович Бериашвили (груз. ზარბეგ ივანეს ძე ბერიაშვილი; 10 сентября 1939, Тбилиси — 22 апреля 2020, Тбилиси) — советский борец вольного стиля. Участник Олимпийских игр (1964, 1968), чемпион мира (1969), многократный чемпион Европы (1966, 1967, 1970). Заслуженный мастер спорта СССР (1969).

## Биография
Родился 10 сентября 1939 года в Тбилиси. Борьбой начал заниматься в 1957 году, в 1959 году стал мастером спорта СССР. На чемпионат СССР впервые поехал в 1958 году. В 1962 году выиграл чемпионат СССР. Повторил свой успех в 1963—1966, 1969 годах, был серебряным призёром чемпионатов СССР 1967, 1968 годов. Победил на Кубке СССР 1970 года.
Многократный победитель Тбилисского международного турнира (1962, 1963, 1965, 1969, 1972).
Выиграл открытое первенство Японии 1968 года.
На чемпионате мира 1963 года в Софии завоевал серебряную медаль в весе до 70 килограмм.
Был включён в олимпийскую команду на Летних Олимпийских играх 1964 года в Токио, боролся в весовой категории до 70 килограмм.
Выбывание из турнира проходило по мере накопления штрафных баллов. За чистую победу штрафные баллы не начислялись, за победу по очками при любом соотношении голосов начислялся 1 штрафной балл, любое поражение по очкам каралось 3 штрафными баллами, чистое поражение — 4 штрафными баллами. В схватке могла быть зафиксирована ничья, тогда каждому из борцов начислялись 2 штрафных балла. Если борец набирал 6 или более штрафных баллов, он выбывал из турнира. Титул оспаривали 22 человека.
В условиях тяжелого жребия Бериашвили уступил только в одной схватке будущему олимпийскому чемпиону Мехико турецкому борцу Махмуту Аталаю. Выиграл у ставшего олимпийским чемпионом болгарина Еню Вылчева, но набрав 6 штрафных баллов, занял только 6 место.
| Круг | Соперник       | Страна   | Результат | Основание                   | Время схватки |
| ---- | -------------- | -------- | --------- | --------------------------- | ------------- |
| 1    | Махмут Аталай  | Турция   | Поражение | По очкам (3 штрафных балла) |               |
| 2    | Мухаммад Башир | Пакистан | Победа    | По очкам (1 штрафной балл)  |               |
| 3    | Удей Чанд      | Индия    | Победа    | По очкам (1 штрафной балл)  |               |
| 4    | Еню Вылчев     | Болгария | Победа    | По очкам (1 штрафной балл)  |               |

После Олимпиады выступал на чемпионате мира 1965 года в Манчестере (3-е место) и чемпионате мира 1967 года в Дели (2-е место).
Выиграл 2 чемпионата Европы: в Карлсруэ в 1966 году и Стамбуле в 1967 году.
На Летних Олимпийских играх 1968 года в Мехико приехал в ранге одного из фаворитов в весовой категории до 70 килограмм. Выбывание из турнира проходило по мере накопления штрафных баллов. За чистую победу штрафные баллы не начислялись, за победу за явным преимуществом начислялось 0,5 штрафных балла, за победу по очкам 1 штрафной балл, за ничью 2 или 2,5 штрафных балла, за поражение по очкам 3 балла, поражение за явным преимуществом 3,5 балла, чистое поражение — 4 балла. Если борец набирал 6 или более штрафных баллов, он выбывал из турнира. Титул оспаривали 26 спортсменов.
Вновь у Бериашвили жребий оказался настолько трудным, что не проиграв ни одной схватке и сведя 2 схватки вничью, он снова набрал 6 штрафных баллов, не попал в финал и занял только 5 место. А проигравший ему монгольский борец Данзандаржаагийн Сэрээтэр стал 3-м.
| Круг | Соперник                  | Страна                    | Результат | Основание                  | Время схватки |
| ---- | ------------------------- | ------------------------- | --------- | -------------------------- | ------------- |
| 1    | Уэйн Уэллс                | Соединённые Штаты Америки | Ничья     | 2 штрафных балла           |               |
| 2    | Еню Вылчев                | Болгария                  | Ничья     | 2 штрафных балла           |               |
| 3    | Ивао Хориути              | Япония                    | Победа    | По очкам (1 штрафной балл) |               |
| 4    | Ион Еначе                 | Румыния                   | Победа    | Туше (0 штрафных баллов)   | 2:10          |
| 5    | Данзандаржаагийн Сэрээтэр | Монголия                  | Победа    | По очкам (1 штрафной балл) |               |

Несмотря на неудачу на Олимпиаде, не оставил международный ковёр и добился наивысшего успеха в карьере, став наконец чемпионом мира 1969 года в Мар-дель-Плата. В 1970 году в Берлине в третий раз выиграл чемпионат Европы.
Окончил Тбилисский государственный университет.
Скончался 22 апреля 2020 года после продолжительной болезни.

## Признание
- В течение многих лет в Тбилиси проводился турнир по вольной борьбе «Кубок Зарбега Бериашвили».[2]
- В 2015 году перед зданием Национальной федерации борьбы Грузии в Тбилиси были торжественно открыты именные звезды грузинских борцов Зарбега Бериашвили и Ростома Абашидзе. Министерство спорта и молодёжи Грузии присвоило борцам звание «Рыцарь спорта» — высшее почетное спортивное звание Грузии, учрежденное в 2003 году.[3]

## Награды
- орден «Знак Почёта» (30.05.1969)